# Discopygiella chiapensis
Discopygiella chiapensis är en tvåvingeart som beskrevs av Robinson 1965. Discopygiella chiapensis ingår i släktet Discopygiella och familjen styltflugor. Inga underarter finns listade i Catalogue of Life.